# João da Rocha (Schriftsteller)
João da Rocha (* 17. April 1868 in Viana do Castelo; † 1921) war ein portugiesischer Schriftsteller.
Da Rocha war Verfasser von Essays, Kurzgeschichten, Poesie, Geschichtsstudien, und Gründer der Zeitschriften Folha de Viana sowie Límia.

## Bücher
- 1900: Memórias de um «Médium»
- 1900: Nossa Senhora do Lar
- 1901: Angústias
- 1903: A Família de Bento Barbosa de Barros, capitão-mor de Vila-Cova-à-Coelheira – Notas genealógicas
- 1908: A Guerra Peninsular
- 1908: com ilustrações de Álvaro V. Lemos; Homens e Árvores
- 1909: Portugal e as Invasões Francesas
- 1915: A Lenda de Sagres – Observações a um opúsculo do mesmo título, de J. Tomé da Silva
- 1916: Folha de Viana; 5.º Centenário da Abertura do Caminho marítimo da Europa à Índia – 1416–1916 – I. Um Centenário que passa – II. Para além do Bojador
- 1916: Frei Gonçalo Velho
- 1917: O Descobrimento da Terra-Alta – 1416–1916 – Estudo apresentado em 9 de Março de 1916; A nossa Terra e a nossa Gente
- 1980: Canções portuguesas para as escolas[1]